# Johann Kampferbeck
Johann Kampferbeck (mort le 27 mai 1573 à Lübeck) est un marchand, un conseiller de la ville libre et hanséatique de Lubeck et le commandant de la flotte de Lübeck durant la guerre nordique de Sept Ans. Il est membre de la famille von Kampferbeck.

## Histoire
Johann Kampferbeck est élu en 1562 au conseil de la ville de Lübeck. En tant que sous-amiral, il commande la flotte de Lübeck en 1565 et 1566. Il est placé sous les ordres du conseiller Friedrich Knebel et, en 1566, sous les ordres du maire Bartholomeus Tinnappel (de) durant la  durant la guerre nordique de Sept Ans contre la Suède. Son portrait se trouvait autrefois sur la façade nord de l'hôtel de ville de Lübeck. Il épousa une fille du citoyen de Lübeck, Johann Schlüter, dont  Johann Kampferbeke, futur maire de Lübeck.

## Littérature
- Emil Ferdinand Fehling (de): Lübeckische Ratslinie. Lübeck 1925, Nr. 672